# التقسيمات الإدارية في ألمانيا النازية

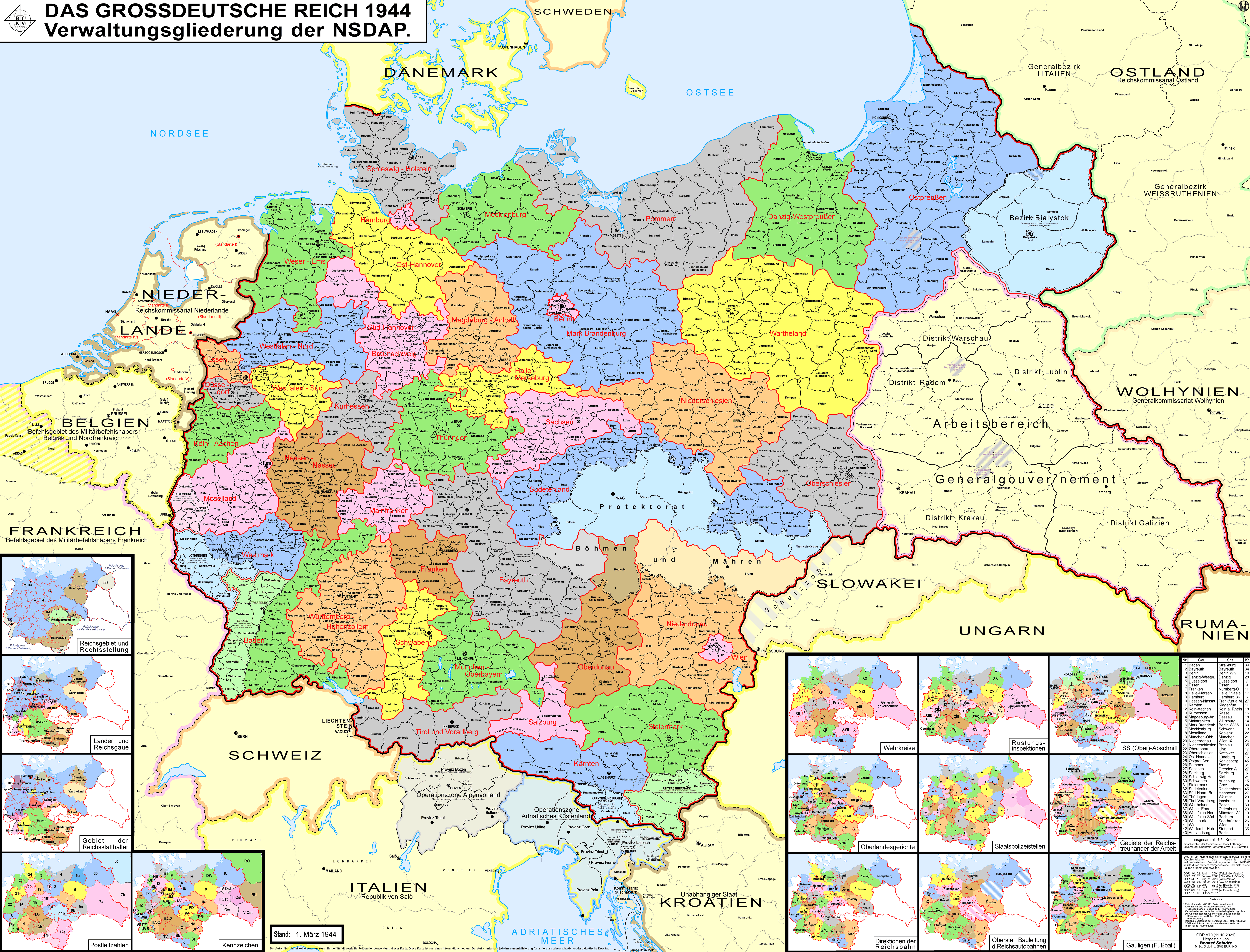
التقسيمات الإدارية لألمانيا النازية عام 1944.

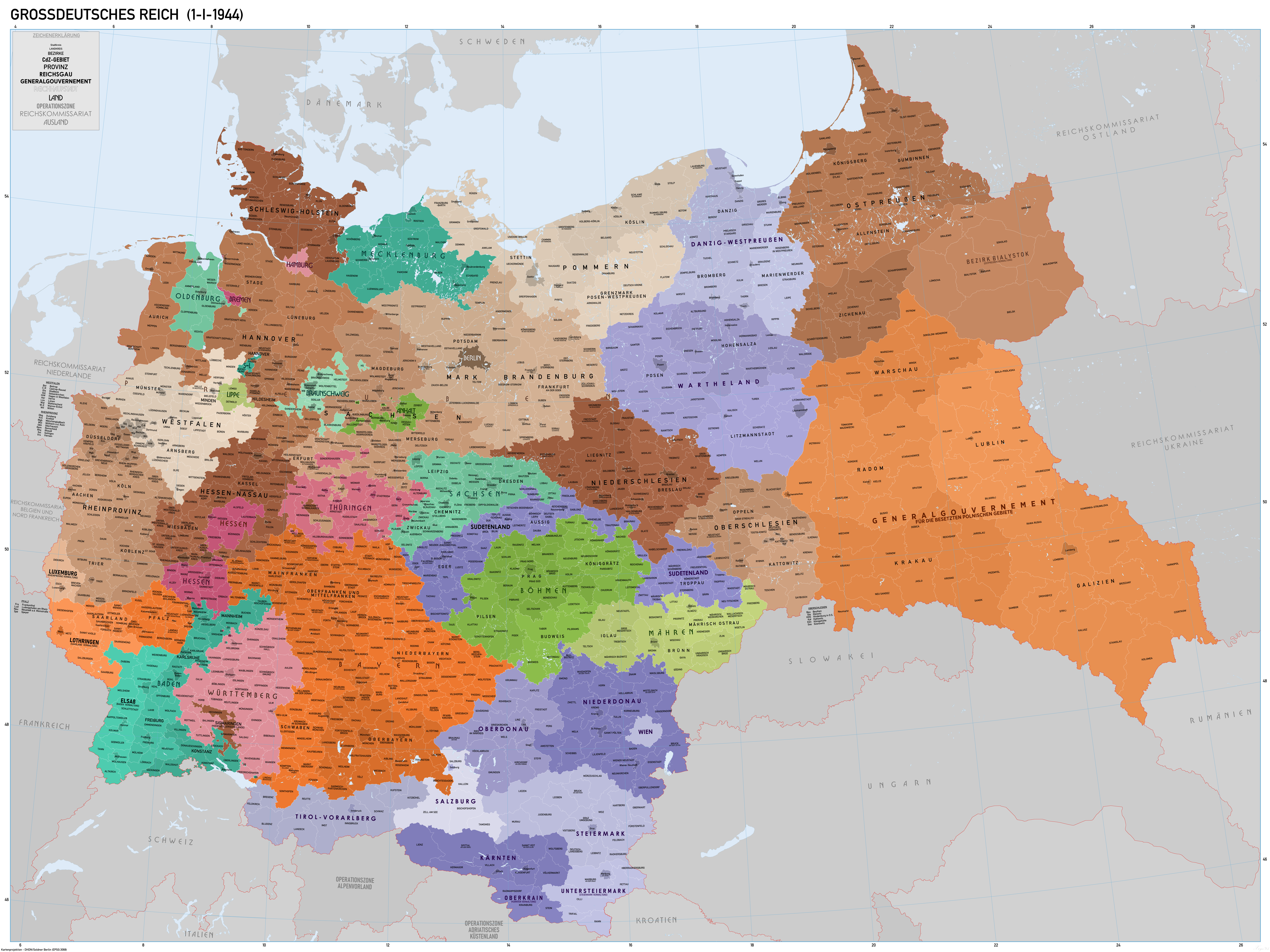
التقسيمات الإدارية في ألمانيا النازية في عام 1944

ولايات جمهورية فايمار، 1919-1937.

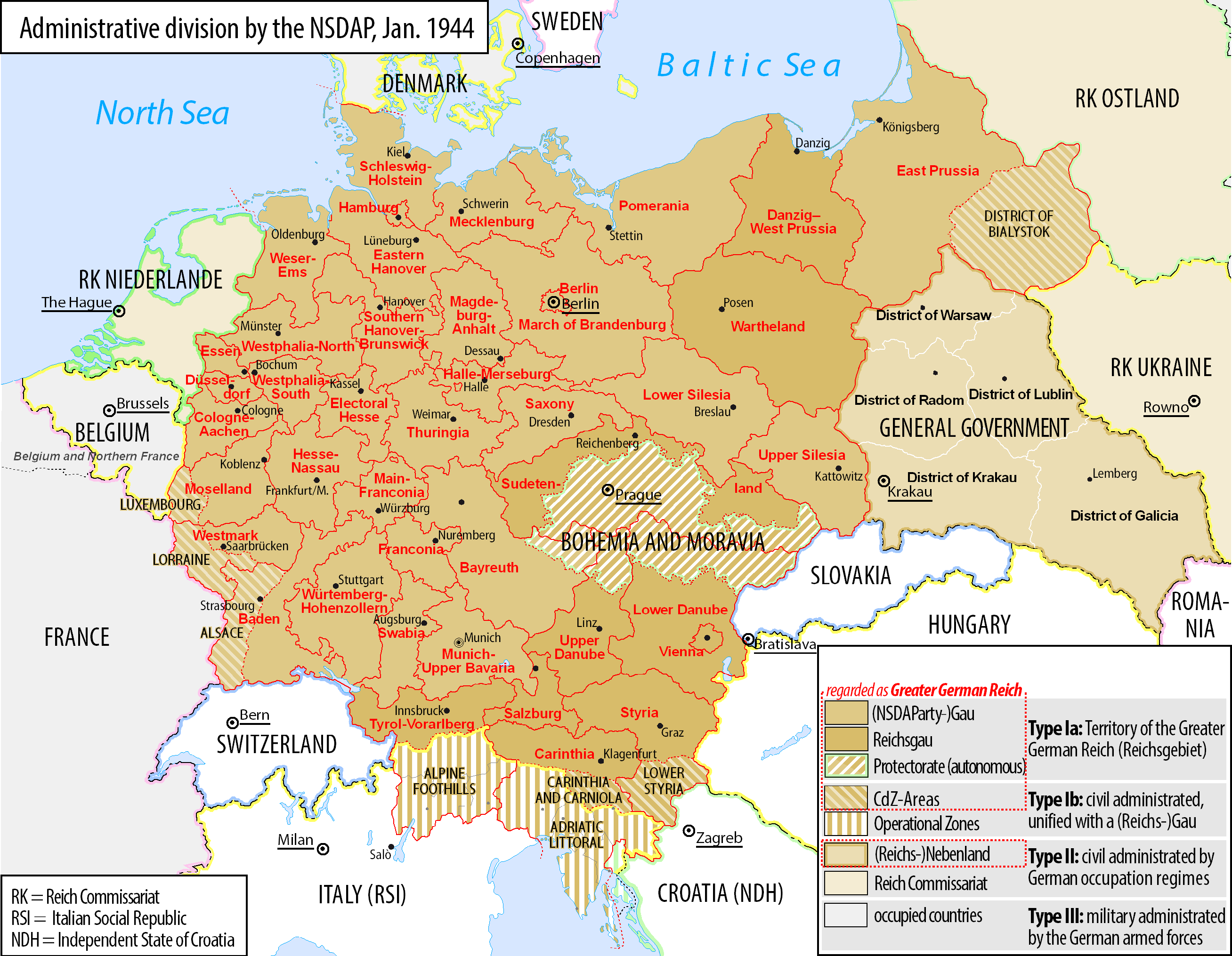
خريطة التقسيم الإداري في عام 1944

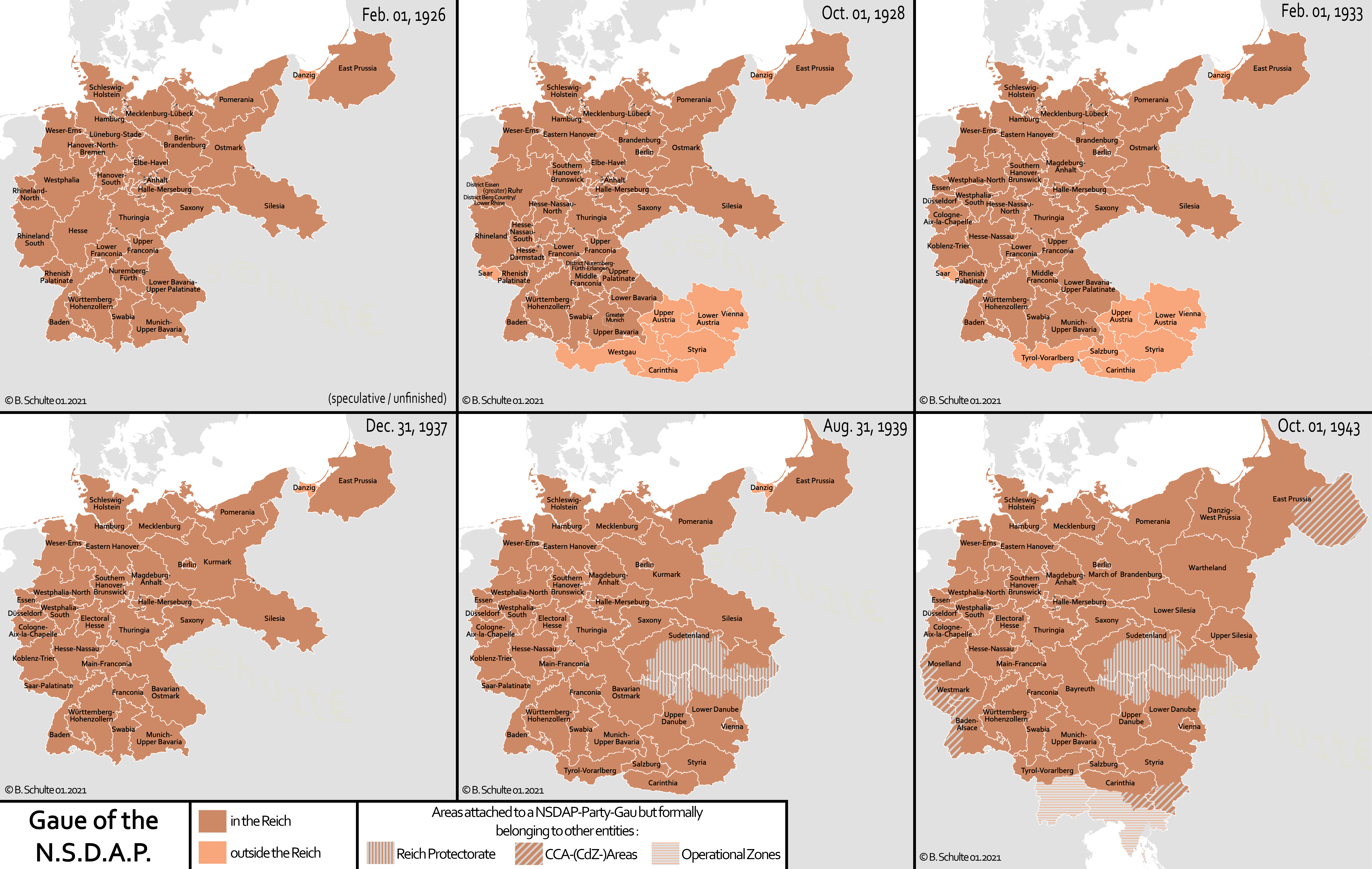
جاو للحزب النازي في 1926 و1928 و1933 و1937 و1939 و1943.

جاو (المفرد: Gau ) هي التقسيمات الإدارية الرئيسية حكم الأمر الواقع في ألمانيا النازية من 1934 إلى 1945.
تم تشكيل جاو في عام 1926 كمناطق إقليمية للحزب النازي في جمهورية فايمار استنادًا إلى التغييرات الإقليمية بعد الحرب العالمية الأولى. تم إنشاء نظام جاو في عام 1934 كجزء من عملية جلايش شالتونج، لتحل محل النظام القانوني لولايات جمهورية فايمار (ولايات) وبروسيا، الذي لم يكن له أي غرض إداري منذ قانون التمكين لعام 1933 وتم تحويله إلى هيئات بدائية. يرأس كل جاو قائد إداري، وهو غوليتر، وهو مسؤول رفيع المستوى في الحزب النازي يتمتع بسلطات شبه استبدادية.
تتألف ألمانيا من 32 جاو في عام 1934، وتبلغ ذروتها في نهاية المطاف في 42 جاو مع المناطق المحتلة في عام 1938 إلى أوائل عام 1939 ( النمسا والسوديت وميمللاند) والمناطق التي احتلت خلال الحرب العالمية الثانية تم دمجها في جاو الموجودة سابقا أو أو نظمت في رايخسجاو، وهو نوع خاص من جاو حيث تولى غوليتر منصب الرايخشتاتالتر كذلك. تم حل نظام جاو في 8 مايو 1945، بعد استسلام ألمانيا النازية.

## أصل الكلمة
يعتبر جاو مصطلحًا جرمانيًا قديمًا لمنطقة ما داخل بلد ما، وغالبًا ما يكون إقليمًا سابقًا أو فعليًا، أستخدم في العصور الوسطى كمقابلة تقريبية لشاير الإنجليزية. أعيد إحياء المصطلح من قبل الحزب النازي في عشرينيات القرن العشرين باعتباره الاسم الذي أطلق على الاتحادات الإقليمية للحزب في ألمانيا فايمار، والتي تعتمد أساسًا على خطوط الولاية والمقاطعة.

## جاو،Reichsgaueوالمقاطعات
تم الإستغناء عن نظام ولايات جمهورية فايمار واستخدم نظام جاو بدلا منه لتنظيم الولايات الألمانية والمقاطعات البروسية خلال الفترة النازية. تم التخلي عن خطة إلغاء الولايات لأن هتلر ابتعد عن الإصلاحات الهيكلية، ما يسمى Reichsreform، خوفًا من أن يزعج قادة الأحزاب المحلية. للسبب نفسه، بقيت حدود جاو على حالها داخل ألمانيا طوال هذا الوقت. تم توسيع جاو فقط من خلال إضافة الأراضي المحتلة بعد عام 1938. في حين استمرت الولايات في الوجود، فإن القوة الحقيقية على المستوى المحلي كانت تقع على عاتق الزعماء، وليس وزراء رؤساء الولايات الألمانية. تم تعيين Gauleiters مباشرة من قبل هتلر ويكون مسؤول أمامه فقط. في الممارسة العملية، كان التدخل من السلطات الأعلى نادرًا وقدرتهم مطلقة تقريبًا.

### تأسيس جاو في عام 1934
| English name               | German name              | Headquarters               | Established | Notes |
| -------------------------- | ------------------------ | -------------------------- | ----------- | --- |
| بادن                       | بادن                     | كارلسروه                   | 1934        | Formed from the state of Baden؛ in 1940-45 the Gau included the former French départements of Bas-Rhin and Haut-Rhin as Baden-Elsaß                                                                            |
| بايروت                     | Bayreuth                 | بايرويت                    | 1934        | Formed from part of the state of Bavaria؛ originally named Bayrische Ostmark, renamed Gau Bayreuth in 1942; also incooperated parts of Czechoslovakia from 1938                                                |
| دوسلدورف                   | Düsseldorf               | دوسلدورف                   | 1934        | Formed from the northern half of the Prussian province of the Rhine |
| East Prussia               | Ostpreußen               | كونيغسبرغ                  | 1934        | Formed from the Prussian Province of East Prussia؛ from 1939 also included territories annexed from Poland |
| Eastern Hanover            | Ost-Hannover             | لونبورغ                    | 1934        | Formed from the northern, central, and eastern parts of the Prussian Province of Hanover |
| Electoral Hesse            | Kurhessen                | كاسل                       | 1934        | Formed from the northern half of the Prussian province of Hesse-Nassau |
| Cologne-Aachen             | Köln-Aachen              | كولونيا                    | 1934        | Formed from the north-central part of the Prussian province of the Rhine |
| إسن                        | Essen                    | إسن                        | 1934        | Formed from the northern tip of the Prussian province of the Rhine |
| Franconia                  | Franken                  | نورنبرغ                    | 1934        | Formed from part of the state of Bavaria |
| برلين العظمى               | Groß-Berlin              | برلين                      | 1934        | Formed from the Prussian province of Greater Berlin |
| Halle-Merseburg            | Halle-Merseburg          | Halle                      | 1934        | Formed from the southern half of the Prussian Province of Saxony |
| Hamburg                    | Hamburg                  | Hamburg                    | 1934        | Formed from the state of Hamburg |
| Hesse-Nassau               | Hessen-Nassau            | Frankfurt am Main          | 1934        | Formed from the state of Hesse and the southern half of the Prussian province of Hesse-Nassau |
| Koblenz-Trier              | Koblenz-Trier            | Koblenz                    | 1934        | Formed from the southern half of the Prussian province of the Rhine; renamed Gau Moselland in 1942, following the incorporation of the formerly independent country of Luxembourg                              |
| Magdeburg-Anhalt           | Magdeburg-Anhalt         | Dessau                     | 1934        | Formed from the Free State of Anhalt and the northern half of the Prussian Province of Saxony |
| Main-Franconia             | Mainfranken              | Würzburg                   | 1934        | Formed from part of the state of Bavaria |
| March of Brandenburg       | Mark Brandenburg         | Berlin                     | 1934        | Formed from the Prussian province of Province of Brandenburg |
| Mecklenburg                | Mecklenburg              | Schwerin                   | 1934        | Formed from the state of Mecklenburg-Strelitz and the Free State of Mecklenburg-Schwerin |
| Munich-Upper Bavaria       | München-Oberbayern       | Munich                     | 1934        | Formed from part of the state of Bavaria |
| Pomerania                  | Pommern                  | Stettin                    | 1934        | Formed from the Prussian Province of Pomerania |
| Saar-Palatinate            | Saarpfalz                | Neustadt an der Weinstraße | 1934        | Formed from the Bavarian Palatinate and the Prussian Saarland؛ renamed Gau Westmark in 1940 after the incooperation of parts of Lorraine                                                                       |
| Saxony                     | Sachsen                  | Dresden                    | 1934        | Formed from the state of Saxony |
| Silesia                    | Schlesien                | Breslau                    | 1934        | Formed from the states of Upper Silesia (with annexed parts of Poland since 1939) and Lower Silesia. In 1938 the provinces were also united into one; in 1941 both the province and the Gau were split in two. |
| Schleswig-Holstein         | Schleswig-Holstein       | Kiel                       | 1934        | Formed from the Prussian Province of Schleswig-Holstein, the Free City of Lübeck and territory belonging to the Free State of Oldenburg                                                                        |
| Southern Hanover-Brunswick | Südhannover-Braunschweig | Hanover                    | 1934        | Formed from the Free State of Brunswick and the southern and western parts of the Province of Hanover |
| Swabia                     | Schwaben                 | Augsburg                   | 1934        | Formed from part of the state of Bavaria |
| Thuringia                  | Thüringen                | Weimar                     | 1934        | Formed from the state of Thuringia and adjacent Prussian Province of Saxony |
| Weser-Ems                  | Weser-Ems                | Oldenburg                  | 1934        | Formed from the Free State of Oldenburg (excluding outlying territories), the state Free Hanseatic City of Bremen and the far western part of the Prussian Province of Hanover                                 |
| Westphalia-North           | Westfalen-Nord           | Münster                    | 1934        | Formed from the Free State of Lippe and the northern half of the Prussian Province of Westphalia |
| Westphalia-South           | Westfalen-Süd            | Dortmund                   | 1934        | Formed from the southern half of the Prussian Province of Westphalia |
| Württemberg-Hohenzollern   | Württemberg-Hohenzollern | Stuttgart                  | 1934        | Formed from the Free People's State of Württemberg and the Prussian Province of Hohenzollern |

### Reichsgaueأنشئت في الثلاثينات
تم تأسيس رايخسجاو الجديدة بعد ضم النمسا وتأسيس سوديتنلاند في أعقاب اتفاقية ميونيخ. لم تكن الأجزاء الجنوبية من تشيكوسلوفاكيا التي اكتسبتها أيضًا بموجب اتفاقية ميونيخ جزءًا من رايخسجاو سوديتنلاند، ولكن تم دمجها في شمال Reichsgaue في النمسا سابقا.
| الاسم الإنجليزي    | الاسم الألماني  | مقر | أنشئت | ملاحظات |
| ------------------ | --------------- | --- | ----- | --- |
| كارينثيا           | كارنتين         | كلاغنفورت | 1938  | تشكلت من ولاية كارينثيا الفيدرالية النمساوية السابقة وتيرول الشرقية، وشملت من عام 1941 كارنيولا العليا (بالألمانية: Oberkrain)‏، سلوفينيا |
| الدانوب السفلى     | Niederdonau     | كريمس * ومع ذلك، في عام 1943 قام هتلر بجولة في جاو وأكد لـغولتير Hugo Jury أن العاصمة ستكون Brünn ( برنو ) في المستقبل القريب. | 1938  | تشكلت من ولاية نيدروستيرخ الفيدرالية النمساوية السابقة ومن شمال بورغنلاند. وشملت من عام 1939 أجزاء من جنوب مورافيا                       |
| نهر الدانوب العلوي | Oberdonau       | لينز | 1938  | تشكلت من ولاية أوبروشتريتش الفيدرالية النمساوية السابقة وأوسرلاند، وهي جزء من ستيريا؛ وشملت من عام 1939 أجزاء من جنوب بوهيميا            |
| سالزبورغ           | سالزبورغ        | سالزبورغ | 1938  | تشكلت من ولاية سالزبورغ الفيدرالية النمساوية السابقة                                                                                     |
| السوديت            | السوديت         | Reichenberg | 1938  | تشكلت من الأجزاء الناطقة باللغة الألمانية في تشيكوسلوفاكيا والتي تم التنازل عنها إلى ألمانيا بعد اتفاق ميونيخ                            |
| ستيريا             | STEIERMARK      | غراتس | 1938  | تشكلت من ولاية ستيريا الفيدرالية النمساوية السابقة والجزء الجنوبي من بورغنلاند؛ وشملت من عام 1941 كان ستيريا السفلى، سلوفينيا.           |
| تيرول-فورارلبرغ    | تيرول-فورارلبرغ | انسبروك | 1938  | تشكلت من ولاية فورارلبرغ الفيدرالية النمساوية السابقة والجزء الشمالي من تيرول                                                            |
| فيينا              | فيينا           | فيينا | 1938  | تم تشكيلها من ولاية فيينا الفيدرالية السابقة والأجزاء المحيطة بها من Niederösterreich سابقا                                              |

### Reichsgaue أنشئت خلال الحرب العالمية الثانية
من الأراضي التي تم ضمها من بولندا ومدينة دانزيغ الحرة في عام 1939، تم إنشاء رايخسجاو فارتيلاند وReichsgau Danzig-West Prussia. الأراضي التي تم ضمها من بولندا قبل الحرب ليست ضمن هذين رايخسجاو أدرجت في جاو المجاورة لبروسيا الشرقية وسيليزيا. تم ضم دوقية لوكسمبورغ الكبرى وكذلك الألزاس لورين، التي تم ضمها من فرنسا ما قبل الحرب في عام 1940 ، إلى الحدود الجنوبية الغربية لألمانيا النازية.
| الاسم الإنجليزي         | الاسم الألماني     | مقر    | أنشئت | ملاحظات |
| ----------------------- | ------------------ | ------ | ----- | --- |
| دانزيغ - بروسيا الغربية | دانزيغ-Westpreußen | دانزيغ | 1939  | تشكلت في مدينة دانزيغ الحرة والمنطقة البولندية من مقاطعة بوميرانيا، والتي احتلتها ألمانيا في عام 1939، بالإضافة إلى مقاطعة بروسيا الألمانية قبل عام 1939 داخل بروسيا الشرقية آنذاك |
| رايخسجاو فارتيلاند      | Wartheland         | بوسن   | 1939  | تشكلت أساسًا في المنطقة البولندية من فويفود بوزنان وتضمنت مناطق من فويفودشيتس المحيطة بعد الاحتلال الألماني لبولندا                                                                 |

### Auslandsgau
كان هناك أيضا جاو خارج الحدود الإقليمية يدعى Auslandsorganisation لأعضاء الحزب في الخارج. كان مقره في برلين. يعتبر هذا الجاو 43 من ألمانيا النازية.

## المناطق التشغيلية
بعد الإطاحة ببينيتو موسوليني، بدأت الحكومة الإيطالية سراً مفاوضات مع الحلفاء حول تحول إيطاليا إلى معسكر الحلفاء. ردا على ذلك، احتل الألمان أجزاء كبيرة من إيطاليا، وأطلقوا سراح موسوليني، وأعادوا تثبيته كحاكم عميل لدولة فاشية جديدة في تلك الأجزاء التي احتلها الجيش الألماني. في حين كانت تسيطر رسميا على جميع المناطق التي كانت تحت سيطرة إيطاليا الفاشية السابقة، أعيد تنظيم أجزاء كبيرة في الشمال الشرقي بين سويسرا ومنطقة البحر الأدرياتيكي كمناطق عمليات ( Operationszonen). تم ضمها بشكل غير رسمي من قبل ألمانيا، وتم إرفاقها بجاو الرايخ المجاور. كان هناك اثنين من هذه المناطق التشغيلية:
| الاسم الإنجليزي                | الاسم الألماني                      | مقر   | أنشئت | ملاحظات |
| ------------------------------ | ----------------------------------- | ----- | ----- | --- |
| منطقة عمليات البحر الأدرياتيكي | أوبريشن زون أدرياتيشستشنلاند (OZAK) | تريست | 1943  | تشكلت من المناطق التي تحتلها إيطاليا في سلوفينيا اليوغوسلافية وشبه جزيرة استريا ومقاطعات فريولي وغوريزيا. مرفق (غير مدمج) بريتشسكاو من كارينثيا. |
| منطقة عمليات سفوح جبال الألب   | أوبريشن زون ألبينفورلاند (OZAV)     | بوزن  | 1943  | تشكلت من جنوب تيرول سابقاوترينتينو الإيطالية وأجزاء أصغر مجاورة من شمال شرق إيطاليا. مرفق (غير مدمج) ب Reichsgau من تيرول-فورارلبرغ.             |

بموجب أمر إضافي من القيادة العليا للفيرماخت بتاريخ 10 سبتمبر 1943، أصدر هتلر مراسيم بشأن إنشاء مناطق تشغيلية أخرى في شمال إيطاليا، والتي كانت تمتد حتى الحدود الفرنسية. بخلاف Alpenvorland وKüstenland، لم تستقبل هذه المناطق على الفور المفوضين الساميين ( oberster kommissar ) كمستشارين مدنيين، ولكن كانت مناطق عسكرية حيث كان القائد يمارس السلطة بالنيابة عن مجموعة الجيوش ب. منطقة عمليات Nordwest-Alpen (شمال غرب جبال الألب) أو Schweizer Grenze (الحدود السويسرية) بين ممر ستيلفيو ومونت روزا وكان من المقرر أن تحتوي كليا على مقاطعات سوندريو وكومو الإيطالية وأجزاء من مقاطعات بريشا وفاريزي، ونوفارا وفيرشيلي. كان من المقرر أن تشمل منطقة Französische Grenze (الحدود الفرنسية) المناطق الواقعة غرب مونت روزا وكان من المقرر أن تضم مقاطعة أوستا وجزءًا من مقاطعة تورينو، ومقاطعتي كونيو وإمبيريا.

## الحكومة العامة

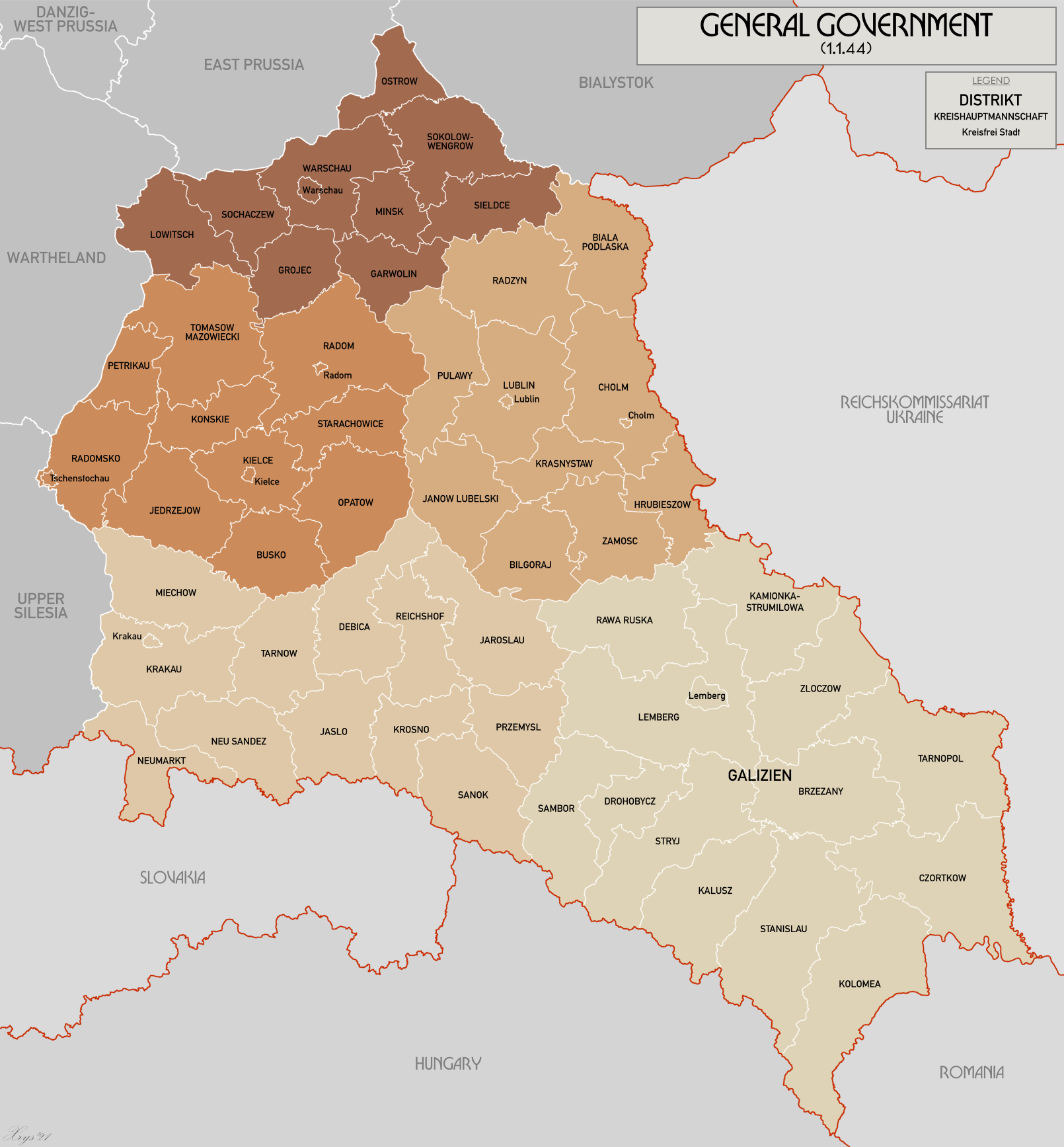
الحكومة العامة في أغسطس 1941.

في تلك الأجزاء من بولندا التي لم يتم ضمها مباشرة إلى الرايخ الألماني، تم إنشاء إدارة مدنية منفصلة تسمى الحكومة العامة (للأراضي البولندية المحتلة). على الرغم من أنه من الناحية النظرية خارج حدود الرايخ، فقد اعتبره النازيون جزءًا من ألمانيا الكبرى كمنطقة «تتمتع بالحكم الذاتي» (أي لا تخضع مباشرة لحكومة برلين).
تم تقسيمها بدورها إلى أربعة مناطق (مقاطعات).
- ديستريكت كراكاو؛
- ديستريكت وارسو؛
- ديستريكت لوبلان؛
- ديستريكت ردوم.

بعد غزو الاتحاد السوفيتي في عام 1941، تمت إضافة منطقة خامسة، تم إنشاؤها من الأراضي السابقة في غاليسيا النمساوية :
- ديستريكت Galizien.[9]

## محمية بوهيميا ومورافيا

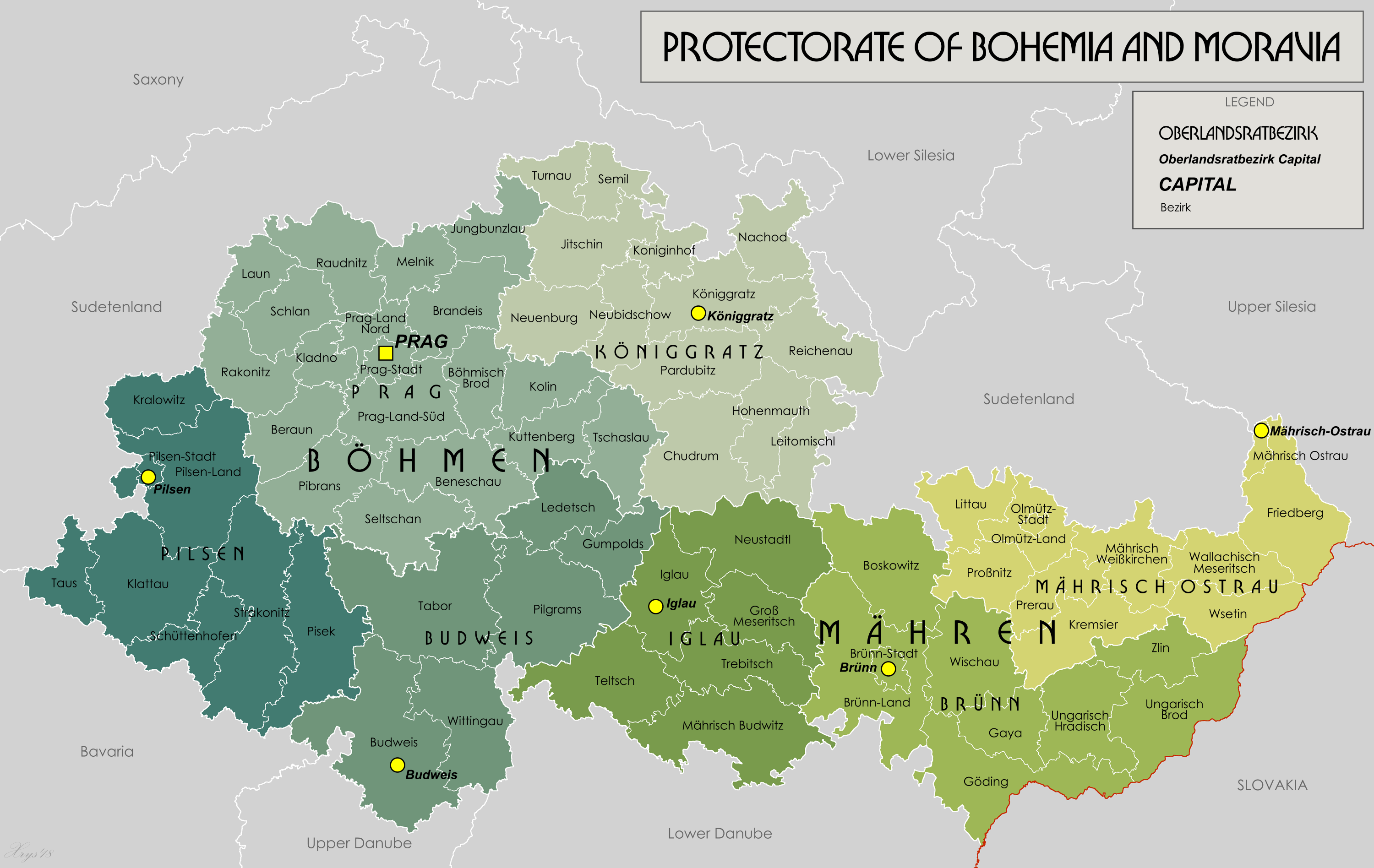
الحي الحكومي داخل المحمية.

بعد أن أدى الاتفاق الذي تمخض عن مؤتمر ميونيخ إلى منح ألمانيا السيطرة على أجزاء كبيرة من تشيكوسلوفاكيا ما بين الحربين، خضع الباقي رسميًا للحكم الألماني في مارس 1939. بينما أصبحت سلوفاكيا دولة تابعة منفصلة في ألمانيا، تحولت الأراضي التشيكية المتبقية إلى محمية بوهيميا ومورافيا تحت السيطرة الألمانية.
يوجد هيكلان منفصلان لإدارتها الإقليمية داخل المحمية. كانت محمية تنقسم إلى قسمين رسميا المقاطعات (الأراضي): بوهيميا ومورافيا، والتي كانت بدورها فرعية مقسمة إلى عدد من وحدات أصغر. ونفذ الحزب النازي شكلا مختلفا تماما من التنظيم من خلال إنشاء أربع مناطق منفصلة الحزب في المنطقة، وإخضاع هذه من الناحية التنظيمية جاو المحيطة وReichsgaue: السوديت، بايرويت (بايريش Ostmark)، الدانوب السفلى، وأعالي نهر الدانوب. استمرت هاتان الطريقتان في التعايش في المحمية طوال مدة وجودها.

## الخطط المستقبلية

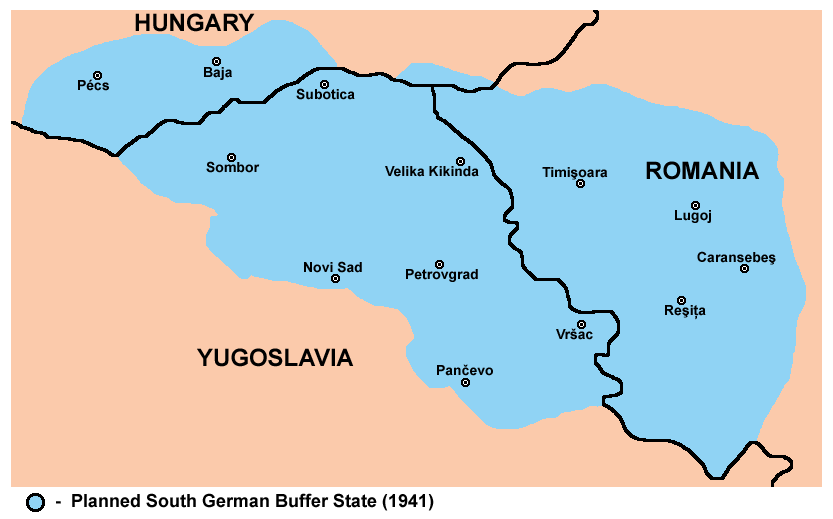
الدولة العازلة التي كانت مخطط إنشاؤها في جنوب ألمانيا (1941).

تابعت الحكومة النازية علانية التوسّع الإقليمي العدواني ومارسته، واعتزمت توسيع القاعدة الإقليمية المتزايدة بالفعل للدولة الألمانية. تحسبا لهذه التوسعات الإقليمية المتوقعة في المستقبل، تم تصور المناطق الجديدة المحتملة بإسهاب من قبل الإيديولوجيين النازيين والمسؤولين الحكوميين وإدارات التخطيط الإقليمي. تم تصميم هذه التوسعات بطريقتين متميزتين:

### التوسع الإقليمي في أوروبا الشرقية
من أجل توسيع ليبنسراوم للشعب الألماني، كان من المفترض أن يتم القضاء على السكان السلافيين في أوروبا الشرقية من خلال الإبادة والطرد والتجويع والاستعباد التي من شأنها أن تضفي الطابع الفعلي على هذه الأراضي على المدى الطويل. خططت المكاتب العرقية النازية أن يستمر الاستعمار مع الشعوب الجرمانية في هذه المناطق الشرقية التي تم فتحها بشكل مكثف في ما يسمى بـ Siedlungsmarken ( مسيرات الاستيطان) أو Reichsmarken of Ingermannland ( إنغيريا )، ومنطقة نيمان - ناريف، وجنوب أوكرانيا وشبه جزيرة القرم. وكان الهدف من هذه الأخيرة هذه إلى أن حديثا إعادة تنظيمها باعتبارها Gotengau ( غاو من القوط)، تكريما للقوط القرم. من بين دول البلطيق، تم اقتراح بيبوس كبديل لاسم إستونيا ودونالاند لاتفيا.

في مؤتمر عُقد في 16 يوليو 1941، ناقش هتلر التنظيم المستقبلي للأراضي السوفيتية المحتلة، عزمه على عدم تحويل المناطق المذكورة أعلاه فقط، بل أيضًا منطقة البلطيق بأكملها ( ريشسكوميسيتريا أوستلاند )، ومستعمرة فولغا الألمانية، وباكو في المستقبل (أراضي الرايخ). في 3 نوفمبر 1941 شرح أيضًا الجانب المتعلق بأسماء المواقع الجغرافية وألمانيا في الشرق: